# Lieuwerderwolde
Lieuwerderwolde was de laatmiddeleeuwse benaming voor een streek ten westen van de Nederlandse stad Groningen. De precieze omvang is onbekend, maar het omvatte in elk geval de kerspelen Hoogkerk, Leegkerk en Dorkwerd. De Groningse wijken Gravenburg en Ruskenveen liggen ook in de vroegere streek. De westgrens werd vermoedelijk gevormd door het Peizerdiep. Lieuwerderwolde vormde onderdeel van Middag, een gebied dat aanvankelijk bij het landschap Hunsingo hoorde en later bij het landschap Westerkwartier.
In het gebied zijn oude sporen van bewoning aangetroffen, zoals veenterpjes en een vlaknederzetting. In de vroege middeleeuwen werd het gebied waarschijnlijk verlaten omdat het gebied erg drassig werd. In de late middeleeuwen werd het gebied weer in gebruik genomen, nadat diverse waterkundige werken waren aangelegd, waardoor het gebied weer bewoonbaar werd. De streek wordt voor het eerst genoemd in de 11e-eeuwse (ca. 1040-1060) goederenlijst van het klooster Werden als Liuvurtherowalda. In het gebied zijn resten van bewoning uit de 11e en 12e eeuw aangetroffen, die erop wijzen dat het gebied rond die tijd weer in gebruik genomen werd. In de betreffende lijst is ook sprake van Liuvurd (Lieuwerd), wat gezien de uitgang -vurd een plaats op een wierde moet zijn geweest. Ligtendag denkt dat het mogelijk de toenmalige benaming voor Kleiwerd kan zijn geweest. Liuvurd zou de naamgever van Lieuwerderwolde kunnen zijn, waarbij -wolde veengebied betekent.
In een oorkonde van rond 1335 wordt onderscheid gemaakt tussen Noord-Lieuwerderwolde (Nortliuwarthrawaldt) en Zuid-Lieuwerderwolde (Sutliuwarthrawolt). Volgens Ligtendag zou Noord-Lieuwerderwolde verwijzen naar Leegkerk en Zuid-Lieuwerderwolde naar Hoogkerk. Zijn argumentatie daarbij is dat er in de oorkonde wordt gesproken van een 'dominus Duido, rector ecclesie (pastoor) de Sutliuwarthrawolt' en ten slotte van de pastoors Hermannus, Duido en Adolphus van 'Luitwerthrawaldt' en Peize. Volgens Ligtendag hadden Hoog- en Leegkerk destijds beide een kerk en moet het dus om deze beide plaatsen gaan. De oudste vermelding van Hoogkerk (Alta Ecclesia) stamt pas uit 1370, die van Leegkerk (ín Legakerke) uit 1385.
Nadat het deel van Lieuwerderwolde ten oosten van het Reitdiep waterstaatkundig verenigd was met het Oosterstadshamrik, kreeg dit deel de naam Westerstadshamrik.